# Oparanthus teikiteetinii
Oparanthus teikiteetinii ist eine Pflanzenart innerhalb der Familie der Korbblütler (Asteraceae). Sie kommt auf den im südlichen Pazifik gelegenen Marquesas endemisch vor.

## Beschreibung

### Vegetative Merkmale
Oparanthus teikiteetinii wächst als Baum, der Wuchshöhen von bis zu 12 Metern und Stammdurchmesser von bis zu 0,35 Metern erreichen kann. Die Borke ist an jungen Bäumen braun und verfärbt sich mit zunehmendem Alter grau während das Holz cremefarben ist. Die rötlich braune Rinde der jungen Triebe ist dicht mit rauen Haaren besetzt.
Die kreuzgegenständig an den Zweigen angeordneten Laubblätter sind in einen Blattstiel und eine Blattspreite gegliedert. Der dicht mit rauen Haaren besetzte Blattstiel ist 1,5 bis 13 Zentimeter lang und erreicht Durchmesser von 0,6 bis 2 Zentimeter. Die einfache, relativ dünne Blattspreite ist bei einer Länge von 5 bis 24 Zentimetern sowie einer Breite von 2,5 bis 15 Zentimetern eiförmig bis elliptisch, gelegentlich auch verkehrt-eiförmig geformt. Frische Blätter sind vor allem auf der Blattunterseite rau behaart, mit zunehmendem Alter lichtet sich die Behaarung aber oder die Blätter sind komplett kahl. Die Spreitenbasis läuft stumpf, gelegentlich auch keilförmig oder ungleichmäßig zu, die Spreitenspitze ist spitz oder stumpf zulaufend, selten auch stachelspitzig, der Spreitenrand ist meist ganzrandig, seltener auch gezähnt-bespitzt. Von jeder Seite des Blattmittelnerves zweigen mehrere Paare an Seitennerven ab und die Blattadern höherer Ordnung bilden ein netzartiges Muster.

### Blütenstände und Blüten
Oparanthus teikiteetinii ist einhäusig getrenntgeschlechtig (monözisch) und die bekannte Blütezeit erstreckt sich von Juni bis August und den Monat Dezember. Die endständigen, erst aufrechten und später hängenden, zymischen Gesamtblütenstände bestehen aus einem oder drei, selten auch zwei körbchenförmigen Teilblütenständen. Die Teilblütenstände werden 1,6 bis 2,5 Zentimeter groß und haben einen Durchmesser von 1,4 bis 2 Zentimeter. Der rau behaarte Blütenstandsschaft ist 2,5 bis 7,3 Zentimeter lang. Im glockenförmigen Involucrum sind in drei abgestuften Reihen die zwölf unbehaarten Hüllblätter angeordnet, welche 0,7 bis 1,2 Zentimeter lang sind. Die Hüllblätter auf dem konvexen Körbchenboden werden 1 bis 1,25 Zentimeter lang.
Die funktional eingeschlechtigen Blüten sind vierzählig mit doppelter Blütenhülle. Die Blütenkörbe enthalten 20 bis 30 funktional weibliche Zungenblüten (= Strahlenblüten) in zwei bis vier abgestuften Reihen und 50 bis 60 funktional männliche Röhrenblüten (= Scheibenblüten). Die Kronblätter der Zungenblüten unterteilen sich in eine rund 0,7 Zentimeter lange Kronröhre sowie eine 0,2 bis 0,4 Zentimeter lange Zunge, welche an ihrer Spitze flach, selten auch tief drei- bis vierfach gelappt ist. Die Röhrenblüten haben eine 0,6 bis 0,8 Zentimeter lange Kronröhre sowie etwa 0,35 Zentimeter lange Kronlappen.

### Früchte und Samen
Die holzigen, fruchtbaren Achänen, welche sich in den Zungenblüten bilden sind bei einer Länge von 0,6 bis 0,8 Zentimetern elliptisch geformt und weisen zwei Flügel auf. Die 0,1 bis 0,2 Zentimeter breiten Flügel reichen über die Spitze der Achänen hinaus und bilden eine Granne. Die 0,8 bis 0,9 Zentimeter langen Achänen, welche sich in den Röhrenblüten bilden, sind steril und weisen zwei Grannen auf.

## Vorkommen
Das natürliche Verbreitungsgebiet von Oparanthus teikiteetinii liegt auf der zu den Marquesas gehörenden Insel Nuku Hiva. Das Verbreitungsgebiet umfasst dort den westlich des Mont Tekao gelegenen Teil des Toovii-Plateaus.
Oparanthus teikiteetinii gedeiht in Höhenlagen von 990 bis 1050 Metern. Die Art wächst dort in mäßig feuchten bis feuchten Wäldern, meist an steilen Hängen und in Schluchten. In diesen Wäldern wachsen verschiedene Arten von Crossostylis, Cyathea, Cyrtandra, Fagraea, Freycinetia, Macropiper, Eisenhölzern (Metrosideros), Pipturus sowie Brechsträuchern (Psychotria).

## Systematik
Die Erstbeschreibung als Bidens teikiteetinii erfolgte 1988 durch Jacques Florence und Tod Falor Stuessy in Bulletin du Muséum National d'Histoire Naturelle. Section B, Adansonia: Botanique Phytochemie. Im Jahr 1997 überführten Robynn K. Shannon und Warren L. Wagner die Art als Oparanthus teikiteetinii in Allertonia in die Gattung Oparanthus.